# فرودگاه آیپیل
فرودگاه آیپیل (به انگلیسی: Ipil Airport) (به زبان بومی: Paliparan ng Ipil) یک فرودگاه همگانی با کد یاتا IPE است . این فرودگاه در کشور چاد قرار دارد و در ارتفاع ۱۶ متری از سطح دریا واقع شده‌است.